# Cala d'Oliva
Cala d'Oliva è un agglomerato urbano situato nell'isola dell'Asinara, nel comune di Porto Torres. Nato spontaneamente come borgata marittima, nel 1885 venne espropriato per integrarlo nel carcere dell'Asinara.
Faceva parte del Carcere dell'Asinara come distaccamento carcerario e adesso è parte del Parco nazionale dell'Asinara.

## Storia

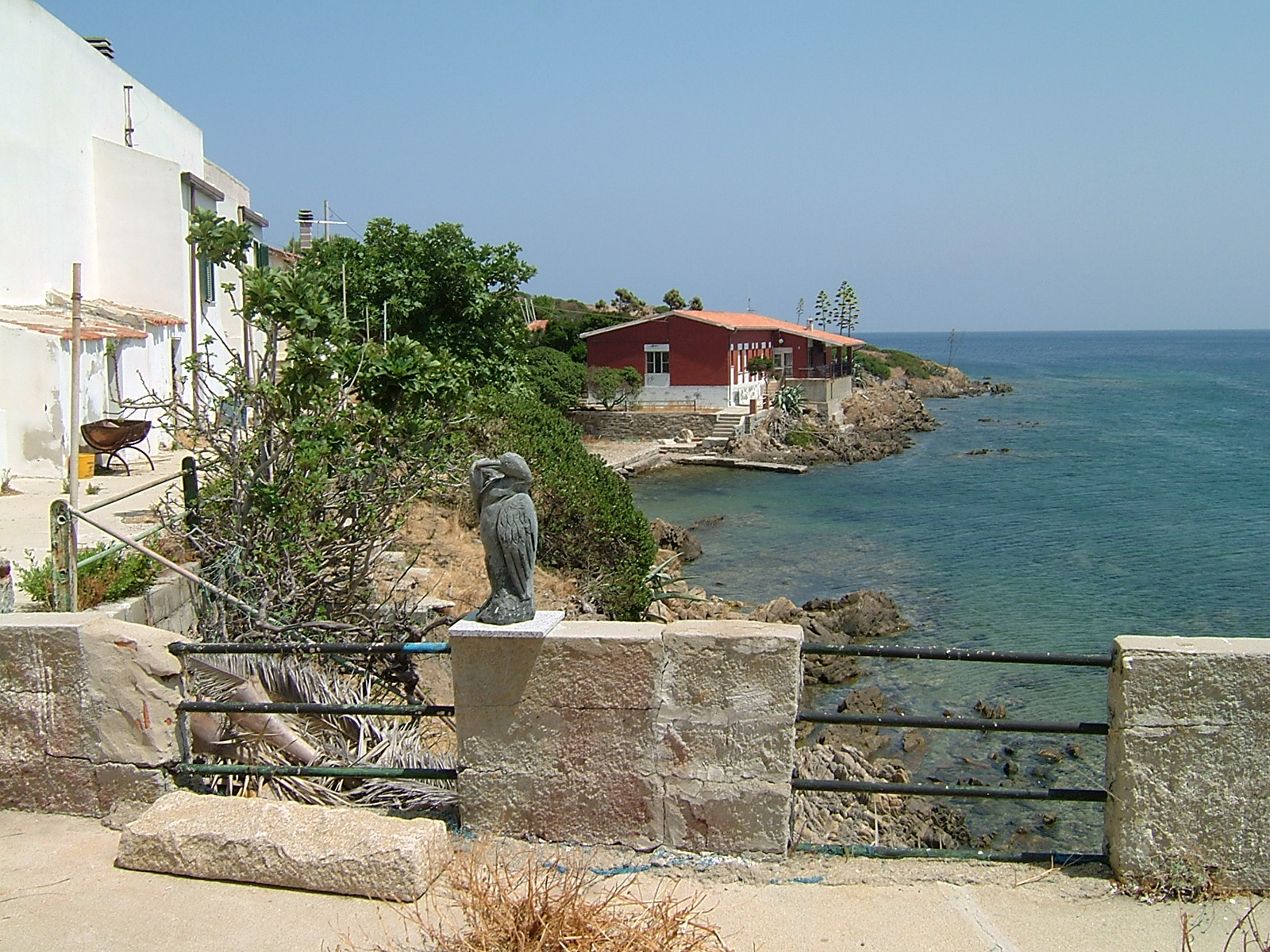
La casa rossa di Cala d'Oliva in cui Falcone, Borsellino e le loro famiglie vissero durante il soggiorno all'Asinara

La torre di avvistamento di cala d'Oliva, insieme a quelle di cala d'Arena e di Trabuccato, risale al XVII secolo ad opera degli spagnoli.
Il 22 giugno 1885 il governo Depretis VII, che lo stesso anno aveva decretato che l'intera isola fosse di pubblico demanio, istituì a cala d'Oliva una colonia penale. Da allora il paese non ha più residenti stanziali.
Nell'estate 1985, a seguito di voci su un possibile attentato, furono trasferiti a Cala d'Oliva i giudici Giovanni Falcone e Paolo Borsellino, che in un mese di lavoro scrissero l'istruttoria del maxiprocesso di Palermo contro la mafia. Al termine del soggiorno i due magistrati dovettero rimborsare allo stato il costo del loro soggiorno, pari a 10.000 lire dell'epoca (circa 12,90 euro) al giorno per persona. Nel 2016 è stato girato il film Era d'estate che racconta il lavoro dei due giudici durante quell'estate in questo luogo.
Nel giugno 2017 è stato inaugurato il museo Osservatorio della Memoria all'interno dell'ex Diramazione centrale di Cala d'Oliva, che un tempo ospitava i detenuti più meritevoli del carcere dell'Asinara. A poca distanza è presente la cella-bunker che in passato venne allestita per la detenzione di Salvatore Riina; quest'ultima struttura, un tempo soprannominata dai pescatori come "La discoteca" poiché illuminata tutte le notti per motivi di sicurezza con fari abbaglianti visibili a chilometri di distanza, è stata restaurata nel 2015 realizzando uno spazio espositivo.
Attualmente ospita solo lavoratori stagionali, guardie forestali e turisti, che alloggiano nell'ex caserma trasformata in ostello-foresteria.

## Filmografia
- Era d'estate, regia di Fiorella Infascelli, con Massimo Popolizio e Giuseppe Fiorello, Italia, 2016